# Chörau
Chörau ist ein Ortsteil der gleichnamigen Ortschaft der Gemeinde Osternienburger Land im Landkreis Anhalt-Bitterfeld in Sachsen-Anhalt, (Deutschland).

## Geografie

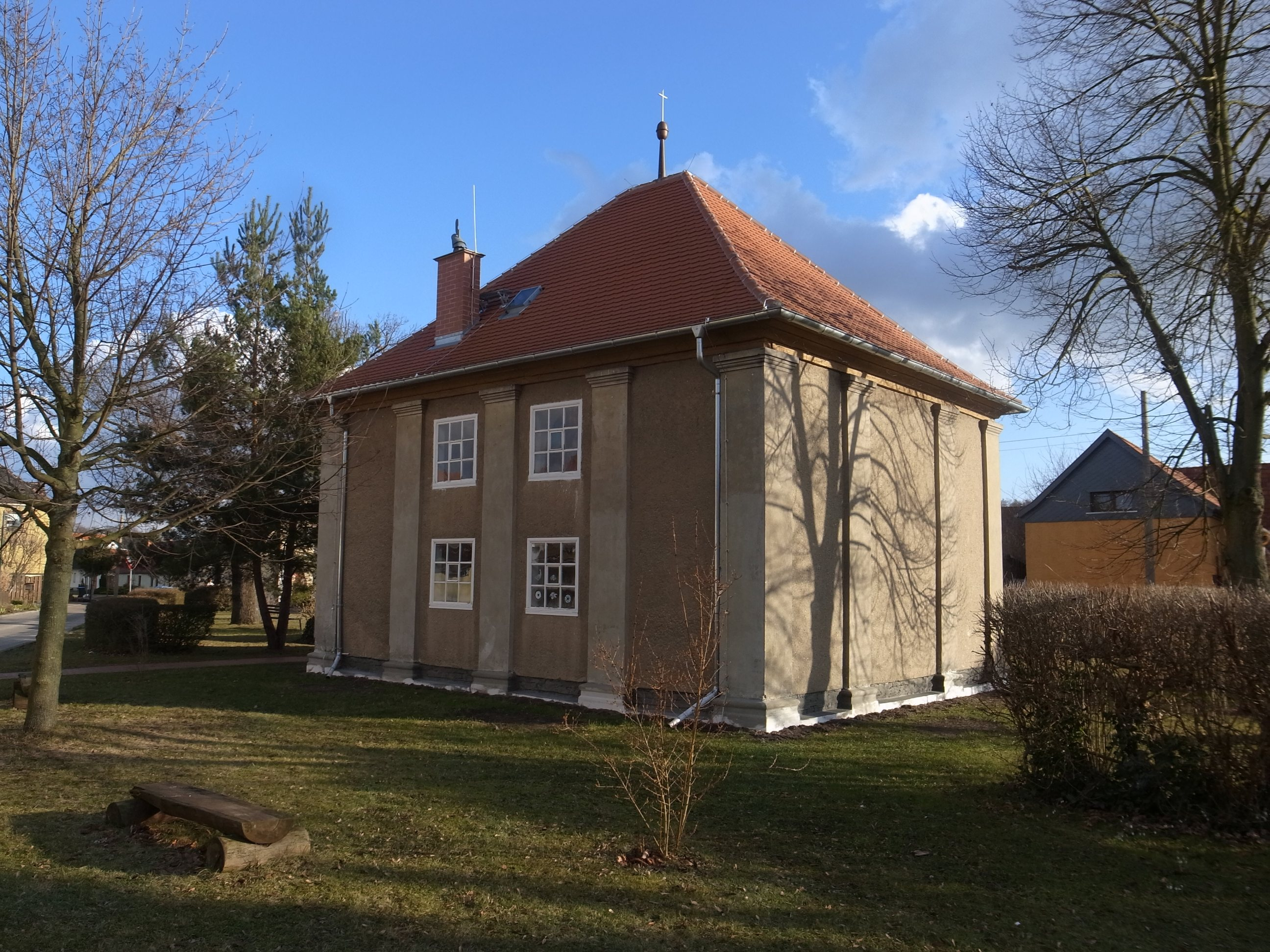
Bethaus Chörau

Chörau liegt im Landkreis Anhalt-Bitterfeld westlich von Dessau-Roßlau am Rande des Biosphärenreservates Flusslandschaft Mittlere Elbe.

## Geschichte
Am 1. Januar 2010 schlossen sich die bis dahin selbständigen Gemeinden Chörau, Zabitz, Diebzig, Dornbock, Drosa, Elsnigk, Großpaschleben, Kleinpaschleben, Libbesdorf, Micheln, Osternienburg, Reppichau, Trinum und Wulfen zur Einheitsgemeinde Osternienburger Land zusammen. Gleichzeitig wurde die Verwaltungsgemeinschaft Osternienburg, zu der diese Gemeinden gehörten, aufgelöst.

## Politik

### Ortschaftsrat
Als Ortschaft der Einheitsgemeinde Osternienburger Land übernimmt ein so genannter Ortschaftsrat die Wahrnehmung der speziellen Interessen des Ortes innerhalb bzw. gegenüber den Gemeindegremien. Er wird aus fünf Mitgliedern gebildet.

### Bürgermeister
Als weiteres ortsgebundenes Organ fungiert der Ortsbürgermeister, dieses Amt wird zur Zeit von Jan Knöthig wahrgenommen.

### Wappen
Blasonierung: „Schräggeteilt von Silber über Blau, oben ein linksgewendeter stehender blauer Hahn mit goldener Bewehrung, unten ein silberner Mühlstein.“
Das Wappen wurde von dem Magdeburger Kommunalheraldiker Jörg Mantzsch gestaltet.

### Flagge
Die Flagge ist blau - weiß (1:1) gestreift (Hissflagge: Streifen senkrecht, Querflagge: Streifen waagerecht verlaufend) und das Wappen ist mittig auf die Flagge aufgelegt.

## Wirtschaft und Infrastruktur

### Verkehr
Südlich von Chörau verlaufen parallel die Bundesstraße 185 und die Bahnstrecke Dessau–Köthen. Der nächste Bahnhof ist Dessau-Mosigkau, etwa zwei Kilometer östlich von Chörau.
Durch den Ort verläuft der Europaradweg R1, der das französische Boulogne-sur-Mer mit Sankt Petersburg in Russland verbindet. Auf derselben Routenführung verläuft auf diesem Abschnitt ebenfalls der Radweg Deutsche Einheit sowie der D11.

### Tourismus
In Chörau befindet sich der Museumshof Chörau e.V., der in seinen Räumlichkeiten Ausstellungen zum Thema Rundfunk- und Fernsehgeräte, Wohnen, Leben und Arbeiten während der Nachkriegs- und DDR-Zeit zeigt.
In Chörau befindet sich außerdem eine restaurierte Wassermühle, die als Kulturdenkmal ausgewiesen ist. Der Fachwerkbau stammt aus dem 14. Jahrhundert und wurde bis 1958 gewerblich genutzt.

## Bilder

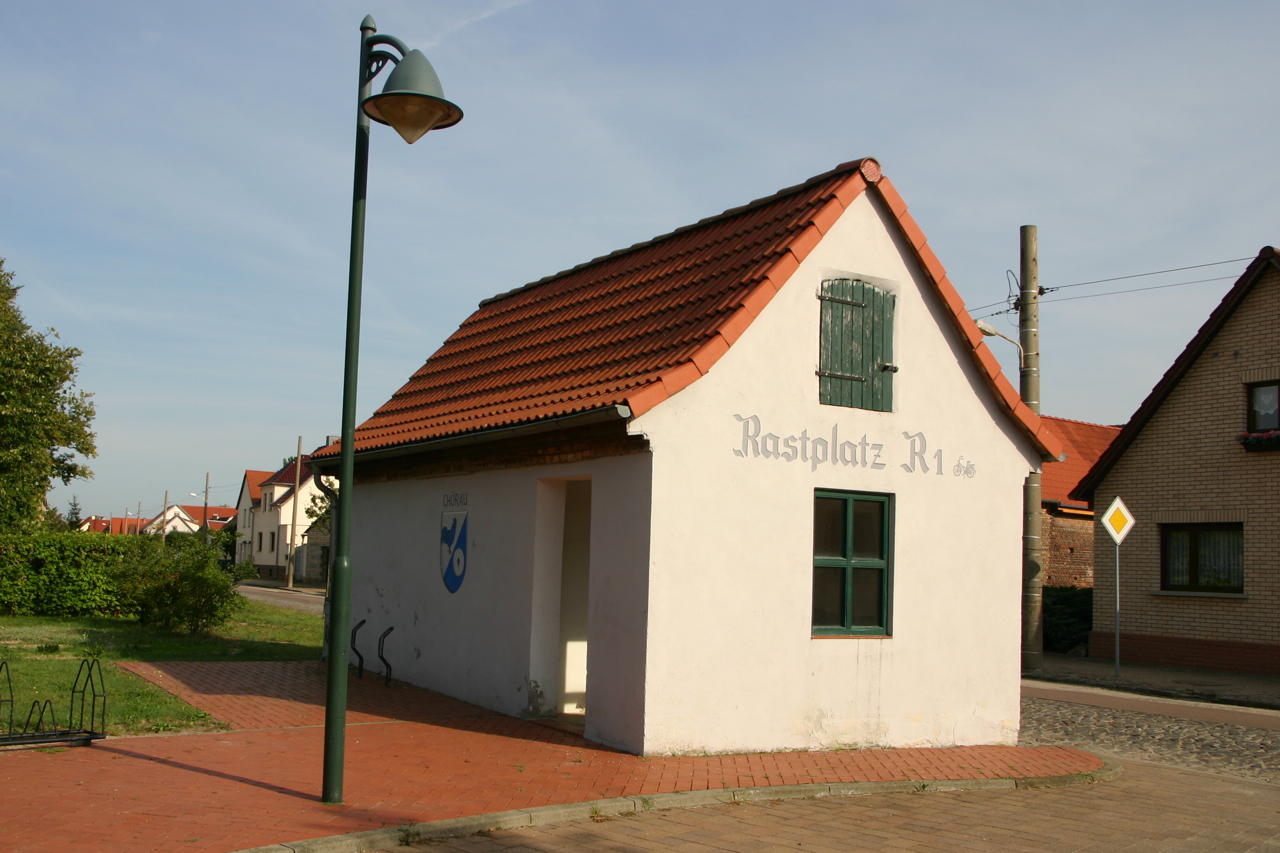
Rastplatz des Europaradweg R1
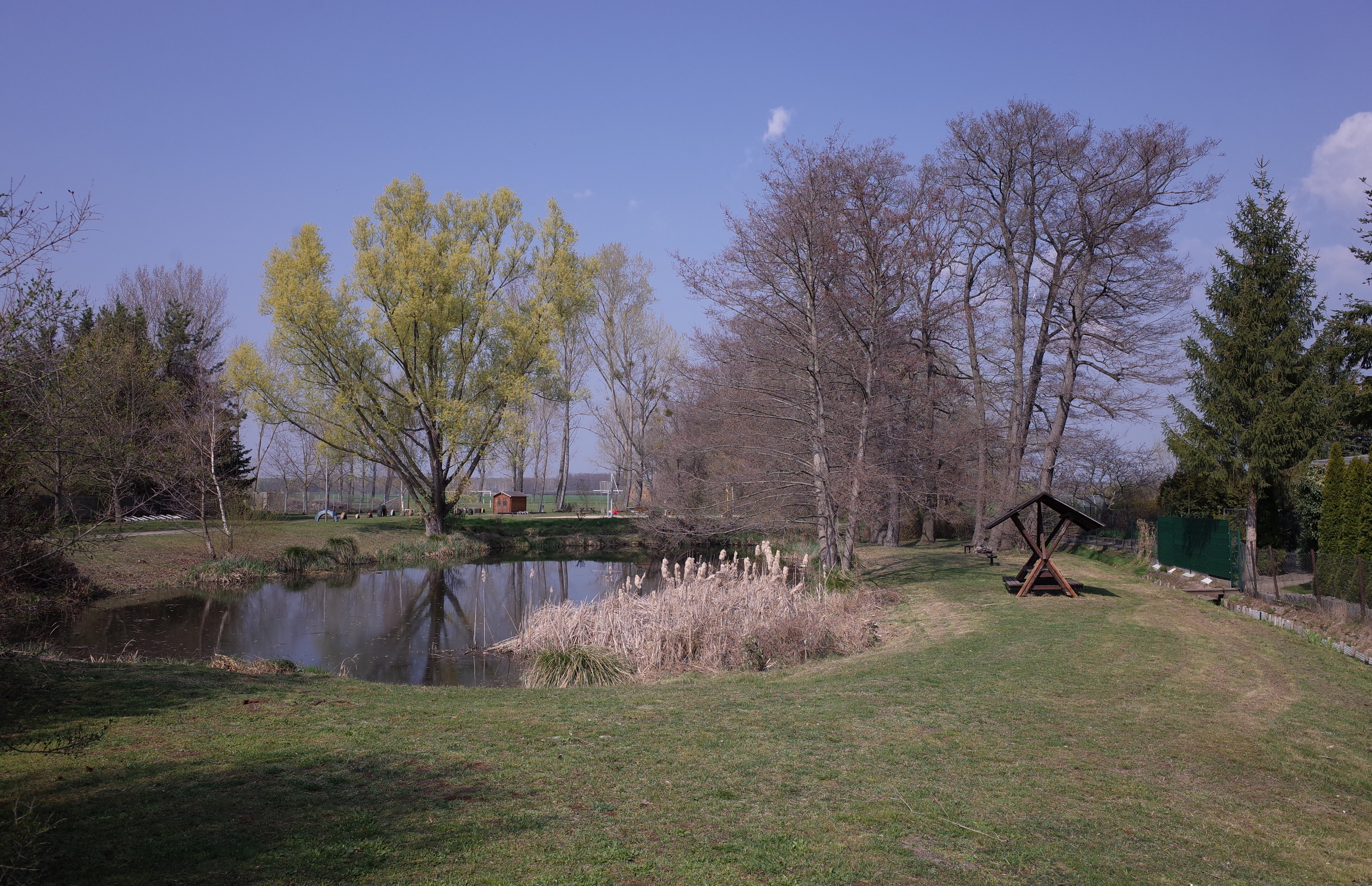
Dorfteich mit Rast- und Spielplatz
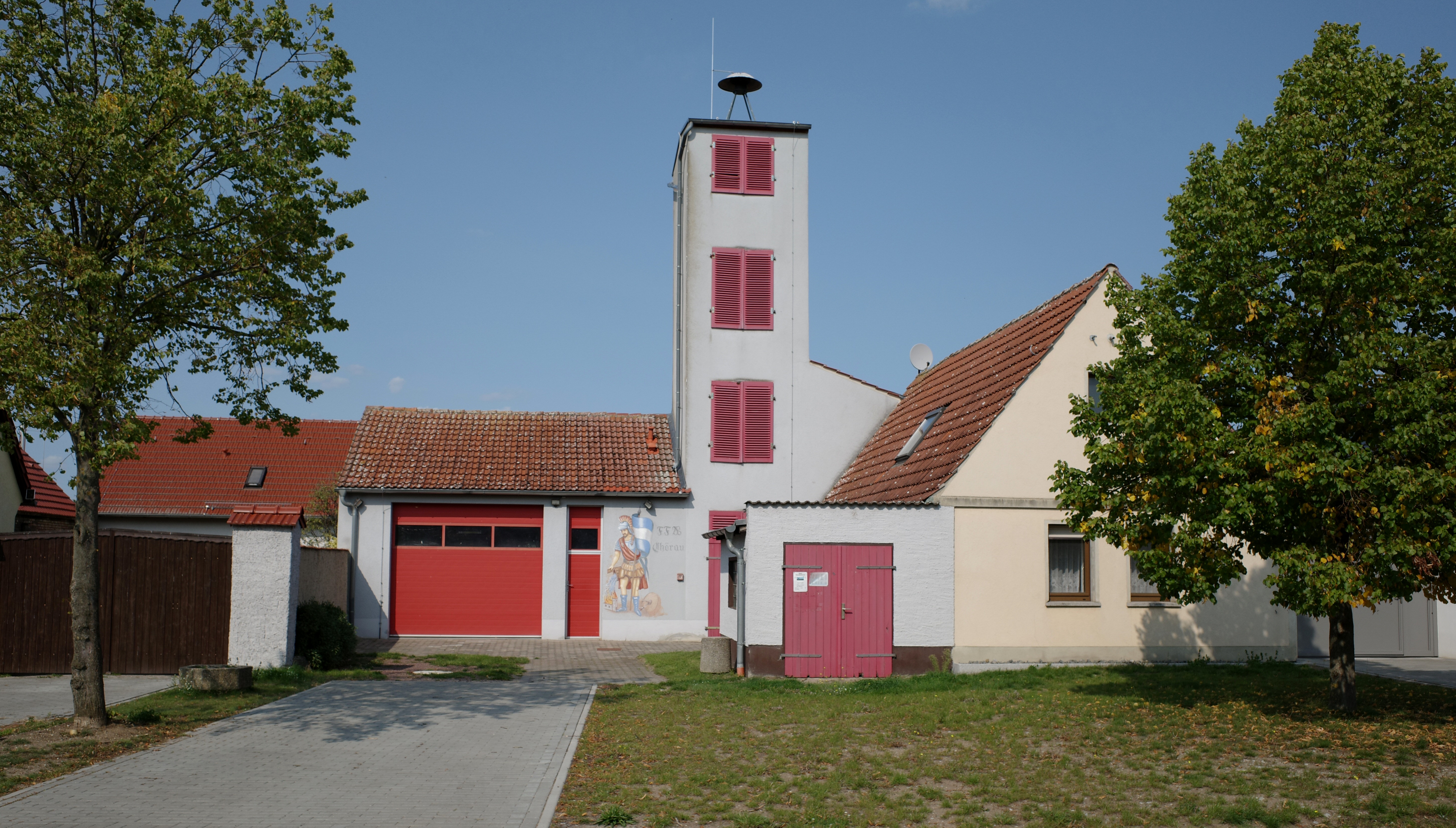
Freiwillige Ortsfeuerwehr Chörau
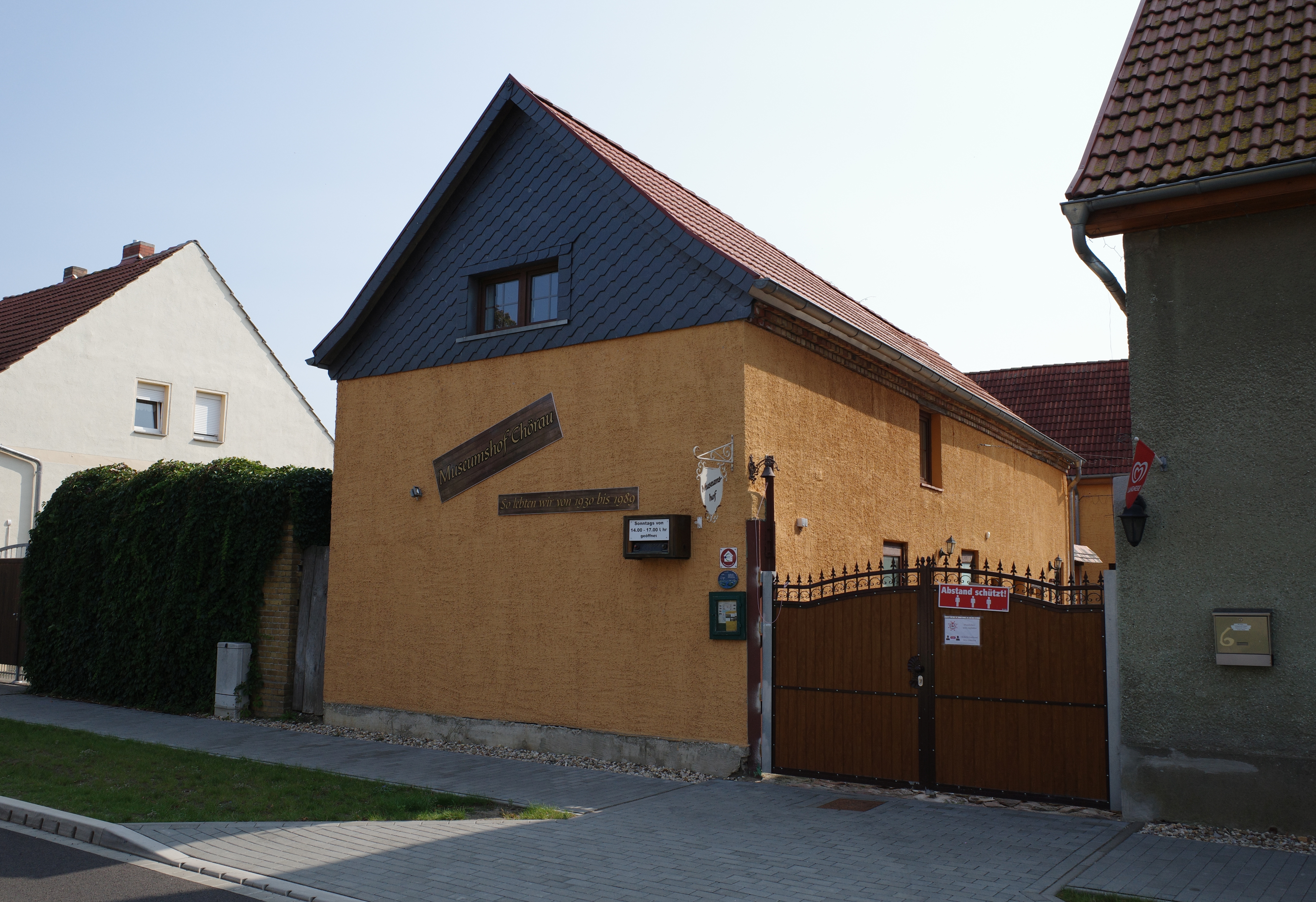
Museumshof Chörau e.V.
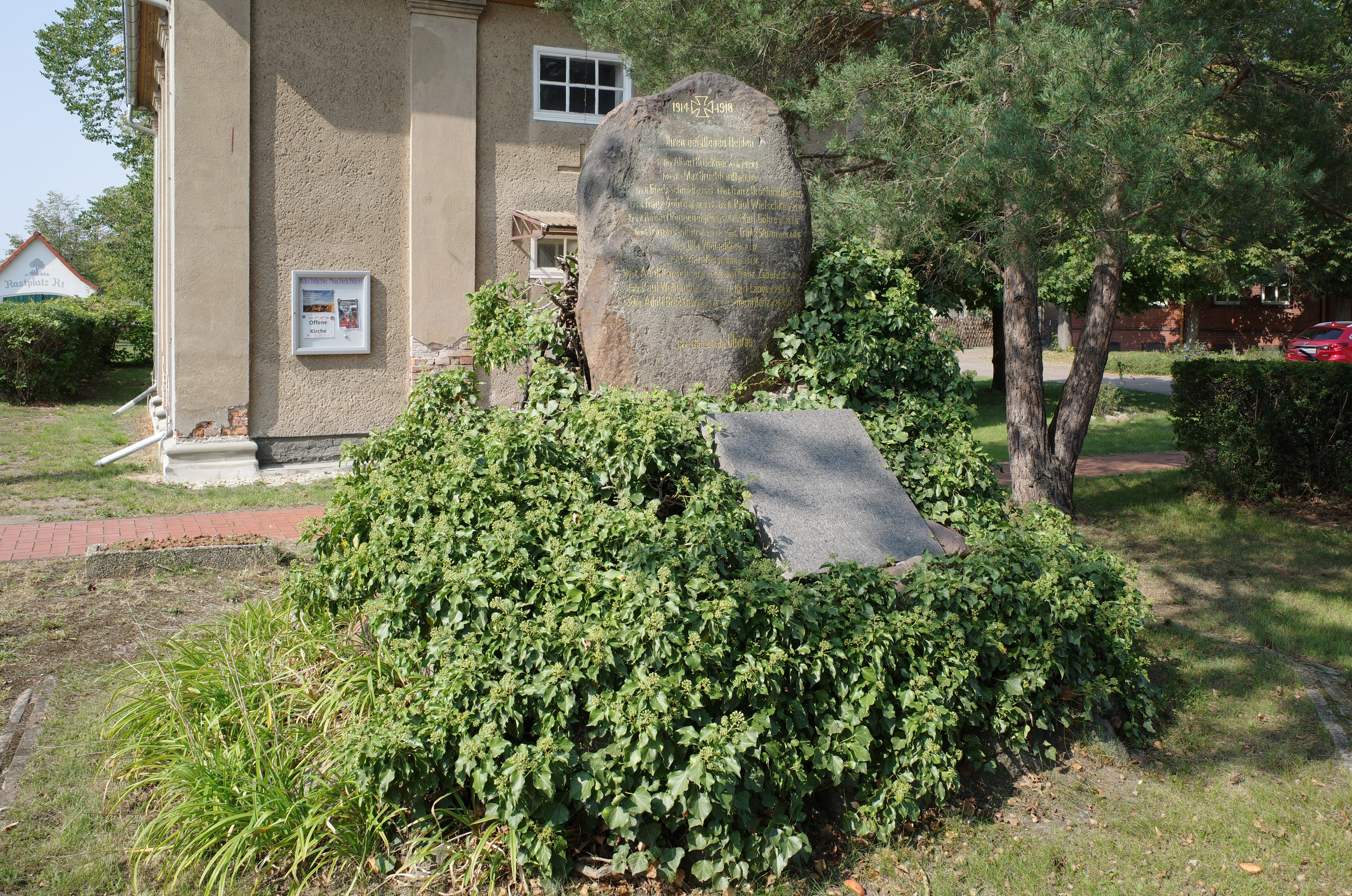
Denkmal für die Opfer der Weltkriege